# Савез Срба у Румунији
Савез Срба у Румунији (рум. Uniunea Sârbilor din România) је „јавно и аполитично удружење друштвеног, културно-уметничког, књижевног и образовног карактера, које има правни субјективитет“ (према Статуту ), а који представља српску мањину у Румунији. Њен председник и посланик је Огњан Крстић, који је и члан групе националних мањина у Представничком дому румунског парламента.

## Циљеви и деловање
Главни циљеви Савеза укључују:
- Очување српског језика, културе и традиције у Румунији
- Подршка образовним програмима на српском језику
- Заступање интереса српске мањине у државним институцијама
- Сарадња са српским организацијама у региону и дијаспори

## Политичко представљање
Савез Срба у Румунији има једно гарантовано место у Дому посланика, као део групе националних мањина. Не учествује у изборима за Сенат или Европски парламент, али активно сарађује са другим мањинским партијама.

## Активности

### Културне активности
ССР сваке године организује низ акција: традиционални „Светосавски бал“ (у јануару), „Маратон“ српских игара и песама, хорски фестивал духовне музике, „Дане српске културе“ (у новембру) и друге.

### Уметничка друштва
ССР подржава и спонзорише скоро 30 друштава и ансамбала на територији Румуније, од којих су најзначајнији Академско културно-уметничко друштво „Младост“ Темишвар, Тамбурашка школа Темишвар, Позоришни студио Талија“ Темишвар, Хор Православне српске саборне цркве у Темишвару, Ансамбл „Круна“, Српски Семартон итд.

### Издавачка кућа SСР
Издавачка кућа Савеза Срба у Румунији основана је у мају 1994. године. ССР годишње објављује двадесетак наслова књига, а такође издавач је гласила: Наша реч (једини недељник Срба у Румунији), Књижевни живот (књижевни часопис, излази два пута годишње), Нови темишварски весник (часопис, излази двогодишње) и Банатски алманах (календар-алманах, излази годишње).
Сем редовне периодике, до краја 2019. године, Издавачка кућа ССР објавила је 70 томова поезије и прозе, 92 монографије, 33 антологије, 23 тома есеја и публицистике, 16 дечјих књига, 27 превода, 9 томова „из наше заоставштине“, 6 речника, 10 календара-алманаха, 32 књиге из области научне литературе и 2 фототипска издања.

### ЧитаоницаДимитрије Тирол
Библиотека Савеза Срба у Румунији је специјализована библиотека, чији је циљ да обезбеди услове за читање књига и периодике на српском језику, а главна циљна публика је српска заједница у Темишвару.
Основана 1992. године, Библиотека је дуго радила на Тргу Уједињења у Темишвару. Седиште Читаонице је 2018. године премештено у погоднији простор у Српском културном центру у Темишвару (седиште Савеза Срба у Румунији, улица Мангалија, бр. 29). Поводом отварања, добила је име по писцу и библиофилу „Димитрију П. Тиролу“, који је 1827. године у Темишвару штампао један од првих српских календара-алманаха, Банатскиј алманах.
Књижни фонд библиотеке данас броји преко 19.000 томова, као и бројне збирке периодике. Збирка стално расте.
Библиотека није намењена искључиво српској заједници, већ свима који желе да упознају или продубе српски језик и културу.

### Школе
ССР пружа помоћ локалним властима и подржава рад школа на српском језику (посебно гимназије Доситеј Обрадовић у Темишвару).

## Чланови Представничког дома Парламента
- 1990–1992: Миленко Лукин
- 1992–2008: Славомир Гвозденовић
- 2008–2012: Душан Попов
- 2012–2016: Славомир Гвозденовић
- 2016-2020: Славољуб Аднађ
- 2020-2024: Огњан Крстић

## Председници
- Миленко Лукин: 19.02.1990 – 24.04. 1993.
- Борислав Ђ. Крстић: 24.04.1993 – 14.11.1996.
- Драган Жупунски: 14.11.1996 – 12.04.1997. (в.д.)
- Светозар Живанов: 12.04.1997 – 18.09.1998.
- Драган Жупунски: 18.09.1998 – 01.05.2001. (в.д.)
- Душан Попов: 01.05.2001 – 02.06.2001. (в.д.)
- Огњан Крстић: 02.06.2001 – 03.10.2003.
- Славомир Гвозденовић: 03.10.2003 – 08.05.2004. (в.д.); 08.05.2004 – 21.04.2012.
- Огњан Крстић 21.04.2012 – данас.[3]